# Marie Peltier
Pour les articles homonymes, voir Peltier.
Marie Peltier, née le 23 décembre 1980, est une historienne, essayiste et chercheuse indépendante belge.
Enseignante à l'institut supérieur de pédagogie Galilée de Bruxelles et essayiste, elle est spécialiste de la mise en récit des questions étrangères et de la manipulation des médias, ainsi que de la propagande du régime syrien, de sa réception en Europe, et du complotisme en lien avec la question de la guerre civile syrienne. Elle est l'autrice de plusieurs ouvrages grand public depuis 2016 et elle intervient sur ces sujets en tant qu'experte, formatrice et conférencière.

## Biographie
Marie Peltier vient d'une famille d'enseignants et se destine à devenir elle-même enseignante.
Ayant étudié l'histoire à l'université catholique de Louvain, elle consacre en 2003 son mémoire de fin de deuxième cycle universitaire à la justice des mineurs en temps de guerre dans le tribunal pour enfants de Namur durant les années 1940 avant de commencer à enseigner dans des écoles secondaires. Elle est ensuite recrutée comme enseignante en histoire et didactique à l'institut supérieur de pédagogie Galilée de Bruxelles (ISPG).

### Associations
Militante associative, elle travaille à partir de 2011 dans des centres de recherche de l'éducation permanente. Il s'agit de structures associatives belges financées par l'État pour travailler sur des phénomènes de société et mettre ce travail de recherche au bénéfice des personnes actives sur le terrain. Elle y travaille avec des personnes luttant contre le racisme et promouvant le multiculturalisme.
Jusqu'en 2015, elle agit en tant que chargée de projet pour le compte de Be-Pax, la section wallonne de Pax Christi, sur des questions interculturelles en organisant des groupes de discussion - notamment sur les évènements liés au conflit syrien et au Moyen-Orient- et en publiant des articles dans la revue interne de l'association.
Marie Peltier est formatrice à l'ISPG à Bruxelles, où elle enseigne l'histoire et la méthodologie d'apprentissage (didactique) auprès des élèves instituteurs de première année et des enseignants de primaire,.

### Révolution puis conflit syrien

#### Engagement pour les droits humains
Marie Peltier a publié plusieurs essais et articles sur la révolution puis la guerre civile syriennes,,. En 2011, quand le soulèvement pacifique débute, la famille de Marie Peltier a un ami, le père Paolo Dall'Oglio, qui commence à alerter l'opinion européenne sur les massacres de civils en Syrie. Marie Peltier accompagne alors la parole publique du père Paolo Dall'Oglio - porté disparu en 2013 à Raqqa lors du conflit - dans la défense de la liberté, de la démocratie en Syrie et des droits humains dans la Guerre civile syrienne,.

#### Étude de la propagande et de la communication du régime syrien
Marie Peltier estime que Bachar el-Assad a réussi « dès le début du soulèvement populaire syrien en 2011, [à] proposer un contre-récit qui épousait les obsessions occidentales. Ce contre-récit s'est progressivement imposé comme le discours mainstream au sein même de nos sociétés »,.
Selon elle, la Révolution syrienne a agi comme un miroir des peurs occidentales, et le régime a su exploiter la peur de l'islamisme d'un côté, et le récit complotiste anti-impérialiste de l'autre. Elle déclare : « Il n'y a eu guère de conflits durant ces 15 dernières années ayant suscité une si grande bataille sémantique et narrative que celui qui déchire la Syrie depuis mars 2011. […] la révolution syrienne a, plus qu'aucun autre soulèvement arabe sans doute, peiné à faire entendre sa voix. La raison est à la fois simple et dramatique : la machine de propagande qui s'y opposait est parvenue à évincer l'humain d'une situation où celui-ci était la première cible. » Elle est très critique envers les partis politiques de gauche belges car ceux-ci, selon elle, ont été aveuglés par leurs postulats idéologiques, « anti-impérialistes, laïques », notamment en Syrie, cet aveuglement pouvant « faire obstacle à la réalité ».
Selon elle, l'exemple de la bataille d'Alep illustre « la victoire de la propagande complotiste, c'est un récit des événements falsifiés qui est en train de l'emporter, qui présente les opposants politiques syriens tantôt comme des islamistes, tantôt comme des agents de l'Occident, épousant cet imaginaire anti-système qui a désormais le vent en poupe »,.
Dans une interview à la radio en juin 2022, elle précise qu'elle n'est jamais allée en Syrie et qu'elle ne parle pas arabe, mais qu'elle s'intéresse à ce sujet d'abord pour les répercussions de la communication syrienne en Occident, particulièrement en Europe, notamment via les théories complotistes.

### Étude du phénomène complotiste
Marie Peltier est l'autrice de deux essais remarqués sur les questions complotistes, la renaissance du phénomène et son développement au début du XXIe siècle : L'Ère du complotisme, la maladie d’une société fracturée en 2016, puis Obsession : Dans les coulisses du récit complotiste, en 2018,. Elle est consultée sur ce thème et citée par de nombreux médias,. Elle donne par la suite plusieurs entretiens sur la question du complotisme, dans diverses revues de science politique et de sociologie, notamment avec le sociologue Vincent Geisser qui voit en l'autrice une « intellectuelle engagée, reconnue pour la pertinence de ses analyses sur la Syrie » et qui intervient dans les médias « pour faire connaître aux citoyens européens le « drame syrien » ». Vincent Geisser la décrit également comme une « spécialiste reconnue de la rhétorique complotiste »,.
Pour elle, depuis les attentats du 11 septembre 2001, le complotisme a pris une place de plus en plus importante, avec un imaginaire collectif devenu majoritaire dans les sociétés occidentales. « Le discours complotiste, idéologiquement très problématique, dévie une intention légitime en quelque chose de pervers et de destructeur mais l’intention, elle, est louable ». Elle affirme régulièrement que le complotisme est une arme politique, dont elle cherche à déconstruire les ressorts. 
Selon Marie Peltier, les complotistes ne sont pas des personnes qu'il faut ridiculiser ou marginaliser, mais au contraire comprendre. « Les deux obsessions des conspirationnistes sont le désir de transparence et de justice, et donc paradoxalement, il y a une demande éthique derrière l’adhésion à ce type de croyances. Alors évidemment, il faut travailler sur les deux plans à la fois. Il faut dénoncer les théories du complot et surtout l’idéologie qu’elles peuvent véhiculer et en même temps, on doit aussi entendre au niveau médiatique et politique l’interpellation qui est derrière. Ce discours pointe des failles et des dysfonctionnements qui sont réels. »
En janvier 2021, un sondage effectué par le magazine Vif a révélé qu'un Belge sur trois croit à au moins une théorie du complot. Selon Marie Peltier, « Ça bouscule notre quotidien, on manque de repères, [...] Et le conspirationnisme peut venir comme une réponse à ce mal-être collectif. ».
Lors de la sortie du film Sound of Freedom — qui tourne autour d'un complot satanico-pédophiles —, elle déclare : « C’est en réalité un vieil imaginaire, profondément ancré dans l’antisémitisme, qui refait surface. Le postulat : les “élites” seraient à la tête ou a minima couvriraient des réseaux . »
Selon elle, la lutte contre les infox et le complotisme passe par l'éducation aux médias chez les jeunes et aussi des générations précédentes et la question vaccinale pendant la pandémie de Covid 19 fut l'occasion de débattre du sujet.
Marie Peltier est également présentée par la presse comme une spécialiste de la propagande,,,,. Elle estime notamment que les Russes ont mis en place une propagande qui désinforme et influence de façon importante une partie de l'opinion occidentale. Elle déclare : « L’opinion pro-Poutine est extrêmement répandue. » Selon elle, une stratégie russe d’empoisonnement du débat public est devenue visible lors de la pandémie de covid-19, mais était déjà là auparavant, notamment lors de la guerre civile en Syrie. Elle analyse que les Russes ont compris l'importance d'internet et que l'information est le « nerf de la guerre »,. Elle indique que leur objectif, comme celui des dictatures, est de semer le doute dans les opinions en présentant des récits alternatifs qui viennent contredire la réalité du terrain. Selon elle, la chaine Russia Today a joué une rôle important, en permettant « une structuration du mouvement antisystème, en se présentant comme une voie alternative ».

### Masculinisme
Selon Marie Peltier, les masculinistes défendent l'idée que le féminisme est allé trop loin, au point de renverser selon eux les rapports de domination. Selon l'essayiste, ce mouvement réactionnaire, exacerbé en réaction au mouvement MeToo, veut désormais faire taire et écraser les femmes pour les renvoyer à une position de dominées, selon une logique analogue au backlash théorisé et décrit par Susan Faludi dans son essai éponyme,,. Selon elle « Cette offensive réactionnaire revient en force en ligne, via des formats vidéo mais aussi des vagues de cyberharcèlement d'ampleur contre des femmes. La régression est frappante : aujourd'hui, il est encore plus difficile de s’exprimer sur le féminisme qu’il y a quelques années. »
Marie Peltier dénonce par la suite les dynamiques qui traverseraient le milieu du fact-checking anticomplotiste, qu'elle considère comme poreux à la logique masculiniste. Selon des témoins interrogés par Charlie Hebdo en août 2023, Marie Peltier aurait recours à des accusations abusives de masculinisme dans le but de discréditer ses adversaires.

### Critique du cyberharcèlement et de la haine en ligne
Dans une interview où il lui est demandé ce qu'elle pense des méthodes de dénonciations de Booba à propos de certains influenceurs, elle déclare : « le harcèlement est devenu une méthode pour imposer des sujets. [Booba] identifie des cibles et ne lâche pas. [...] Contrairement à ce qu'il dit, ce n'est pas seulement de la critique des pratiques frauduleuses mais des attaques contre les personnes, leur physique. »

## Présence médiatique
Marie Peltier contribue dans différents médias où elle est invitée à s'exprimer en tant qu'historienne,, essayiste, spécialiste de la propagande en Syrie et du complotisme,,.
Elle est régulièrement consultée par les médias sur les droits humains, l'antisémitisme, l'humanisme en politique, la crise migratoire européenne, la défiance envers les médias ainsi que les thématiques portant sur l'extrême droite,. Marie Peltier est également « impliquée dans la lutte contre le racisme et l'antisémitisme ».
Elle est également sollicitée à la suite de la réédition aux Pays-Bas d'un format critique et recontextualisé du livre Mein Kampf, tombé dans le domaine public. Marie Peltier s'interroge alors sur « la ligne rouge » traditionnellement établie autour de cet ouvrage, considéré comme l'archétype de l'incitation à la haine raciale. Selon elle, le franchissement de ligne que constitue cette réédition, dans un contexte de regain d'intérêt pour la haine antisémite, comme la publication d'essais antisémites de Louis-Ferdinand Céline, constitue un dépassement regrettable du principe de « plus jamais ça » instaurée après la Seconde Guerre mondiale, et pourrait « ouvrir la voie à des choses potentiellement dangereuses politiquement ».

## Harcèlement et menaces en ligne

### Cyberharcèlement
Marie Peltier est cyber-harcelée par l'extrême droite. Elle l'attribue aux conséquences de ses travaux sur le complotisme, la Syrie, le fait qu'elle se soit exprimée sur le harcèlement de rue et le fait qu'elle soit une femme. Elle affirme que « ce sont presque toujours des raids numériques lancés par l'extrême droite et par les réseaux masculinistes particulièrement ». Outre les milliers d'attaques sexistes et les insultes, principalement sur Twitter, ces attaques portent également sur ses compétences et son parcours professionnel. Elle déclare que « des gens passent des heures sur ma page Wikipédia à essayer de discréditer mon parcours professionnel. Moi, je sais qu’il n’y a rien de faux, donc je suis tranquille. Mais des personnes ont déjà contacté ma direction pour avoir confirmation d'informations »,. Marie Peltier affirme être la cible de cyberharcèlement pour ses convictions féministes sur les réseaux sociaux qui prend la forme de courriers anonymes diffamatoires envoyés à son employeur et à des médias. Elle déclare avoir quitté la plateforme Twitter 2023 pour se tourner vers Mastodon estimant que la modération est de meilleure qualité sur ce réseau.

### Dénonciation de SOS Chrétiens d'Orient
En juin 2022, elle interpelle à de nombreuses reprises sur son compte Twitter la maire de Paris Anne Hidalgo après la diffusion d'une photographie de l'élue aux côtés de l'ONG SOS Chrétiens d'Orient, une organisation visée par une enquête préliminaire du parquet national antiterroriste pour « complicité de crimes de guerre ». À l'occasion de cette affaire, Marie Peltier se dit à nouveau l’objet de menaces qu'elle attribue à « l’extrême droite chrétienne francophone et pro-Assad ».

## Controverse avec les milieux zététiciens

### Accusations réciproques de harcèlement
(indiquez la date de pose grâce au paramètre date).
En 2023, Marie Peltier prend position[non neutre] sur des accusations de violence conjugale dans le milieu du Factchecking,,, plusieurs membres francophones de ce milieu accusent alors Marie Peltier de participer au harcèlement initié à l'origine par le site complotiste FranceSoir qui prenait quant à lui[non neutre] le prétexte d’accusations de violences conjugales dans l'affaire de chantage Fact & Furious,. L’essayiste conteste ce lien avec le site de désinformation et les accusations de harcèlement. Elle estime également être la réelle victime de harcèlement venant de la sphère du fact-checking. Marie Peltier et ses soutiens l'attribuent à sa prise de positions sur les accusations de violence conjugale et au masculinisme qu'elle dénonce dans ce milieu. Elle annonce par ailleurs avoir porté plainte à ce sujet,,.

### Critiques de l’expertise de Marie Peltier
Dans une vidéo publiée en août 2023, le vulgarisateur scientifique Thomas C. Durand, figure française du mouvement zététicien, conteste l’expertise de Marie Peltier sur les sujets relatifs au complotisme, notamment parce qu'elle n’est pas employée sur un poste de chercheuse et n’est pas docteure. Cette vidéo, diffusée sur la chaîne de La Tronche en biais, est critiquée dans une tribune lui reprochant de « fragiliser les cibles jusqu’à leur disparition de l’espace public » alors que l’enseignante belge se dit également être victime d’un harcèlement violent. Selon Charlie Hebdo, ces dissensions profitent aux acteurs de la complosphère, comme FranceSoir et Idriss Aberkhane.

## Publications

### Ouvrages
- Marie Peltier, Jean-Marie Faux, Godfried Daneels et Guy Cossée de Maulde, L'amour dans la vérité, caritas in veritate - guide de lecture pour la lettre encyclique, Fidélité, 2009
- Marie Peltier, L'ère du complotisme : La maladie d'une société fracturée, Paris, Les petits matins, 3 octobre 2016, 144 p. (ISBN 978-2-36383-218-4)[64]
- Marie Peltier, Obsession : Dans les coulisses du récit complotiste, Paris, éditions Inculte, 3 octobre 2018, 144 p. (ISBN 979-10-95086-89-5)[19]

### Contribution
- Sonia Le Gouriellec (dir.) et Marie Peltier, Notre monde est-il plus dangereux ? 25 questions pour vous faire votre opinion, Armand Colin, 2017